# Suri Sicuri
Suri Sicuri, Suri Sicuris, Suri Sikuri o Suri Sikuris, es una danza folklórica tradicional practicada en varios países de Sudamérica, principalmente en Bolivia, Perú, Chile y Argentina. El suri sikuri folklórico fue creada en 1974 por el coreógrafo Ernesto Velasco para el Carnaval de Oruro.
Esta danza fusiona elementos de distintas danzas autóctonas del altiplano, como la rueda de plumas de ñandú (suri) y la qhawa o coraza, presentes en danzas como los Quena Quena y Lichiwayus, formando una expresión escénica de gran impacto visual. Desde su creación, se interpreta acompañada por una banda metálica y adapta géneros tradicionales, como huayños y cuecas, en una coreografía ágil  que estiliza los movimientos del ñandú. 
Nacida en un contexto urbano y estudiantil, la danza refleja la apropiación y reinvención de elementos indígenas dentro del folklore andino modeno. Los intérpretes portan en la cabeza un tocado en forma de cono invertido, elaborado con un armazón de varas que sostiene plumas del ñandú de Darwin, llamado localmente suri.

## Origen
Existen discrepancias acerca del lugar de origen de la danza: 

### Bolivia
Según la versión boliviana, se originó en Oruro, inspirado en los Sikuris de Italaque de la Provincia Camacho del Departamento de La Paz. Con el pasar de los años fue adquiriendo características propias en su coreografía, música y vestimenta.

### Perú
Según la versión peruana esta danza se remonta a mediados del siglo XX, algunos historiadores argumentan que tiene su origen en las zonas altoandinas de Puno, Tacna o Moquegua.

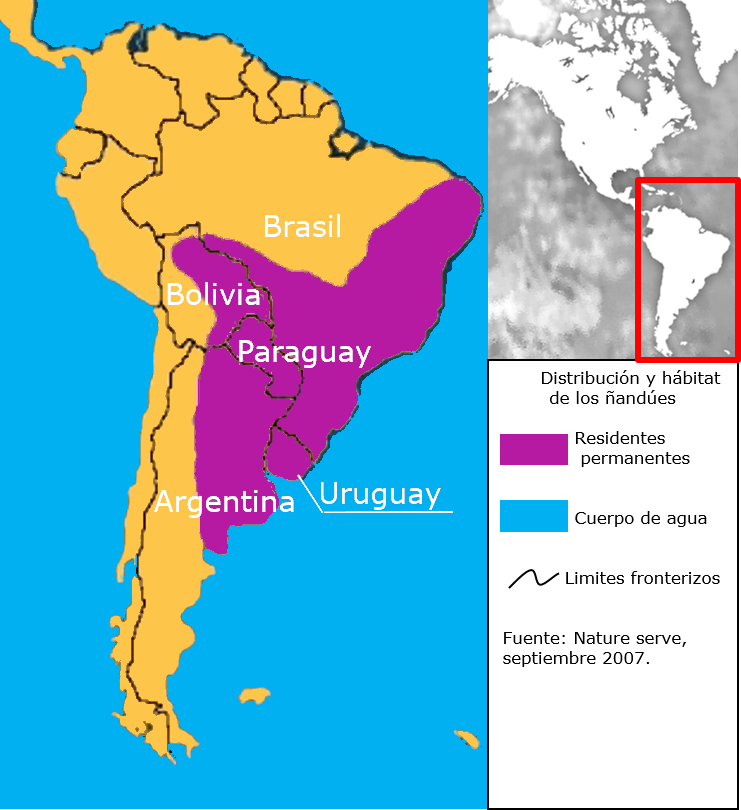
Mapa distribución Ñandú, Suri, Choike. Fuente, Nature Serve 2007

Una tesis sostiene que esta danza tendría su origen en Yunguyo, en el departamento de Puno:

«.... a esta danza se pone a consideración del carnaval tanto en la provincia de Yunguyo y las provincias vecinas del país de Bolivia esta nueva danza, con características coreográficas creadas en Yunguyo y la región de Puno y adaptación musical al caluyo y el huayno, rescatando un personaje del acervo folklórico nacional ....»
Proceso de extinción y repliegue de las danzas autóctonas de la provincia de Yunguyo – Puno

## Historia
La danza del Suri Sicuri representa la caza de los ñandúes, donde los pasos de los danzarines imitan los movimientos del ñandú. El ñandú o Suri se encuentra exclusivamente en Sudamérica: Argentina, Uruguay, Paraguay, Bolivia y Brasil.         
La danza del Suri en Tingo María, Perú, representa con coreografías a un ritmo alegre a la región amazónica del Perú. Para esta región el "Suri" es el nombre de un gusano que vive en el tronco de los árboles que sirve de alimento a los nativos. En adición, la danza del Suri en esta región es una manifestación de la pesca y la caza.
En Salta, Argentina, en la fiesta de Santa Rosa de Lima se danza el Siru al compás de erkes y bombos. Donde los danzantes llevan en todo el cuerpo plumas de sicuris o ñandúes

## Vestimenta
Las mujeres llevan un manto ceñido a la cabeza, un sombrero, una blusa, polleras, faja, y abarcas u ojotas en los pies. Los varones llevan un sombrero, una camisa y una coraza de cuero o khawa encima de la camisa o un poncho, un pantalón de tela, alrededor de la cintura solo en la parte trasera una especie de faldón, a veces plisado, asegurado con una faja, polainas de lana y abarcas u ojotas en los pies.
Tanto los hombres como las mujeres portan en sus cabezas un tocado en forma de cono invertido parecido a la corola de una flor, hecha con varas y rematada con plumas de suri en los extremos.

## Coreografía
La danza se ejecuta imitando el movimiento del suri, dando pasos y saltos, sosteniendo el tocado con una mano y extendiendo la otra a diferentes posiciones. El suri podría haber sido un animal sagrado y totémico para los ayllu de Italaque, y sus miembros utilizaban enormes tocados sobre la cabeza  para intimidar al enemigo en tiempos de guerra, adornándolo con sus plumas para investirse las cualidades del ave, e interpretando sikus con grandes bombos para infligir miedo a los enemigos.
En Bolivia se prohíbe el uso de plumas y pieles de animales silvestres en entradas folclóricas, por lo que en la vestimenta se usan plumas sintéticas o de aves de corral.